# Rangiroa (Gemeinde)

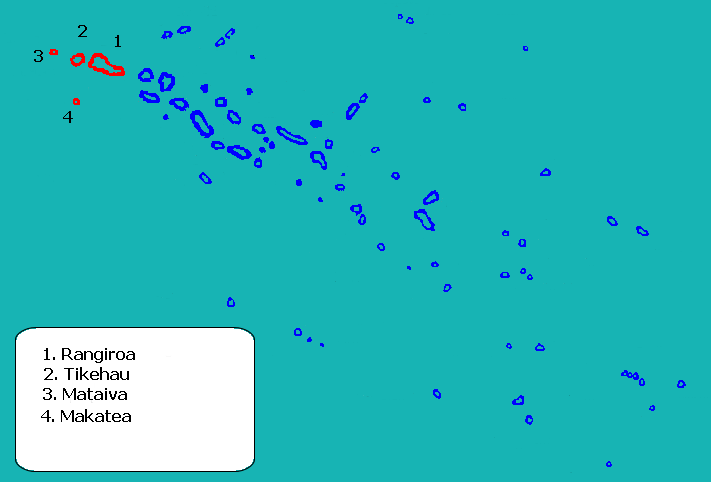
Position der Gemeinde Rangiroa

Rangiroa ist eine Gemeinde im Tuamotu-Archipel in Französisch-Polynesien.
Die Gemeinde besteht aus 3 Atollen und einer Insel. Sie ist in 4 „Communes associées“ (Teilgemeinden) untergliedert. Der Hauptort der Gemeinde ist Rangiroa. Der Code INSEE der Gemeinde ist 98740.
| Atoll oder Insel  | Hauptort   | Einwohner 2022 | Landfläche (km²) | Lagune (km²) | Post- leitzahl | Koordinaten           |
| ----------------- | ---------- | -------------- | ---------------- | ------------ | -------------- | --------------------- |
| Rangiroa1         | Avatoru    | 2785           | 79               | 1446         | 98776          | 15° 07′ S, 147° 37′ W |
| Tikehau1          | Tuherahera | 589            | 20               | 400          | 98778          | 15° 01′ S, 148° 10′ W |
| Mataiva1          | Pahua      | 292            | 16               | 25           | 98777          | 14° 53′ S, 148° 40′ W |
| Makatea1          | Moumu      | 95             | 24               | –            | 98790          | 15° 51′ S, 148° 15′ W |
| Gemeinde Rangiroa | Avatoru    | 3761           | 139              | 1871         |                |                       |

1 „Commune associée“ (Teilgemeinde)